# Kaplica św. Józefa w Starych Bielicach
Kaplica pw. św. Józefa w Starych Bielicach – katolicka kaplica zlokalizowana w Starych Bielicach (gmina Drezdenko).

## Historia
Ceglana kaplica została zaadaptowana na cele religijne z budynku mieszkalnego. Poświęcenie odbyło się 3 października 1952. Należy do parafii Najświętszego Serca Pana Jezusa w Drezdenku. Przy kaplicy stoi drewniany krzyż, a także figura św. Józefa na postumencie z kostek granitowych.